# Libnotes (Libnotes) thwaitesiana
Libnotes (Libnotes) thwaitesiana is een tweevleugelige uit de familie steltmuggen (Limoniidae). De soort komt voor in het Oriëntaals gebied.